# N’ssi N’ssi
N’ssi N’ssi (arab. نسي نسي) – album algierskiego piosenkarza raï i pisarza piosenek Khaleda, wydany w 1993 roku.
Francuskie stowarzyszenie producentów fonogramów i wideogramów (franc. Syndicat national de l’édition phonographique) przyznało albumowi złoty certyfikat w 1995 roku. Piosenka Alech Taadi, pochodząca z albumu, wykorzystana została w ścieżce dźwiękowej filmu Piąty element w reżyserii Luca Bessona z 1997 roku.

## Lista utworów
1. Serbi Serbi - 6:18
2. Kebou - 4:53
3. Adieu - 5:34
4. Chebba - 5:39
5. Les ailes - 4:54
6. Alech Taadi - 4:09
7. Bakhta - 5:11
8. N’ssi N’ssi - 3:30
9. Zine A Zine - 4:44
10. Abdel Kader - 6:08
11. El Marsem - 4:58